# Kalendarium powstania warszawskiego – 31 sierpnia

## 31 sierpnia, czwartek

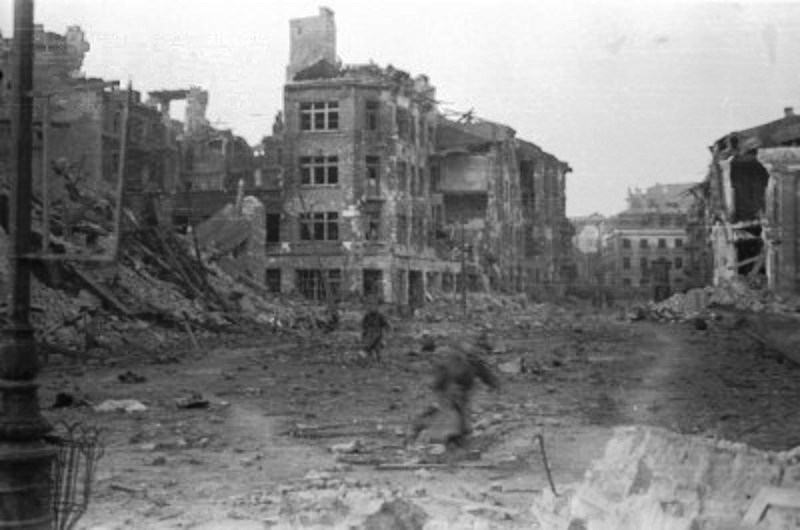
Plac Krasińskich u zbiegu ulic Długiej i Miodowej w kierunku placu Bankowego. Pod ostrzałem przebiega por. Wojciech Sarnecki „Wojtek” z kompanii „Anna” Batalionu „Gustaw”, po nieudanej próbie przebicia ze Starówki do Śródmieścia.

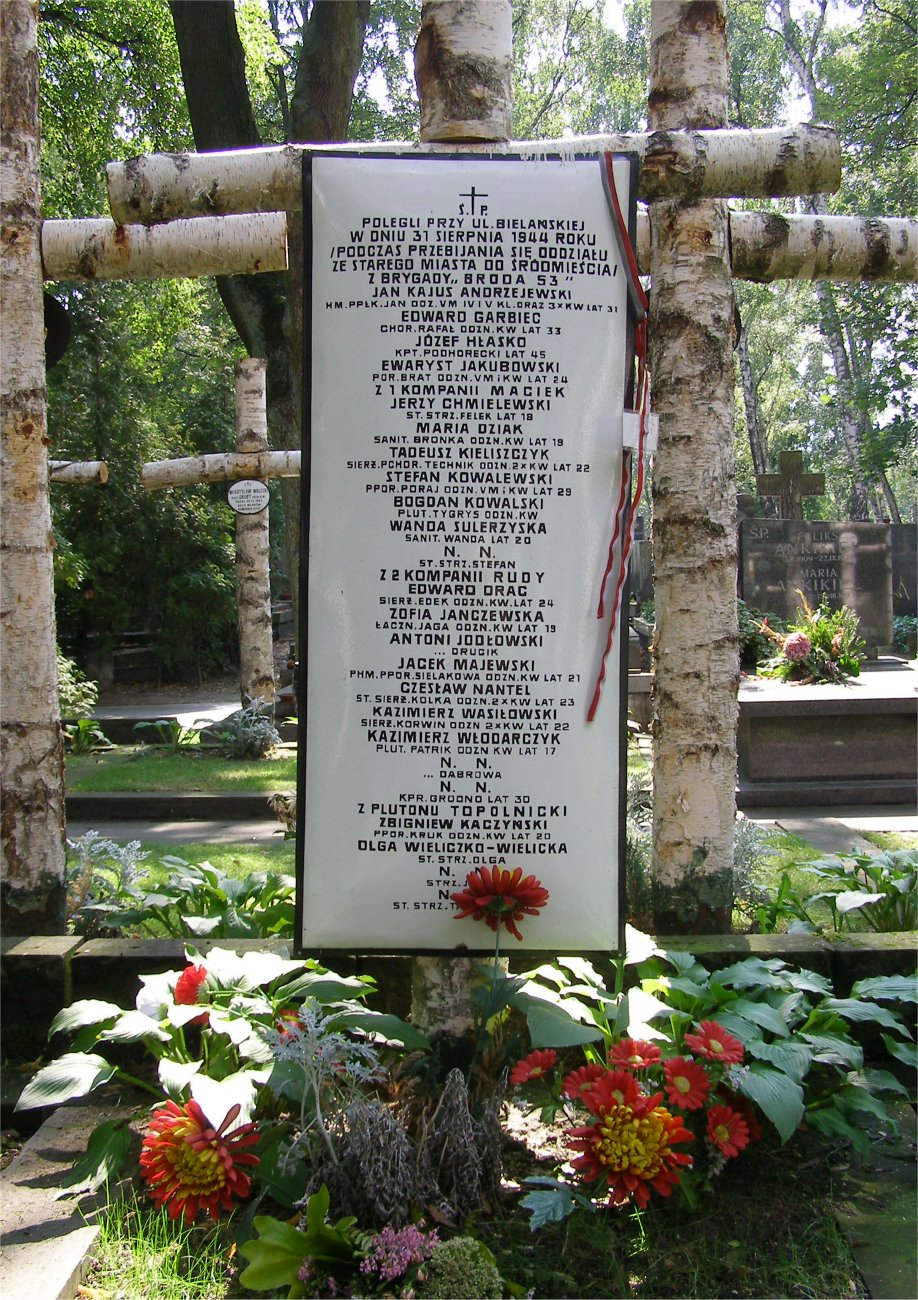
Na Cmentarzu Wojskowym na Powązkach w Warszawie – polegli na Bielańskiej

Próba przebicia korytarza: Bielańska – plac Bankowy – plac Żelaznej Bramy – Hale Mirowskie do Śródmieścia, który miał służyć ewakuacji ze Starówki. Natarcie rozpoczęło się około 4:00 rano. Nie przyniosło powodzenia, jedynie 2. kompania „Rudy” batalionu „Zośka”, dowodzona przez harcmistrza por. Andrzeja Romockiego „Morro” i część grupy kpt. Ryszarda Białousa „Jerzego”, przedarła się przez ogień nieprzyjaciela. Ukryli się w Bibliotece Zamoyskich, mniej więcej w połowie planowanej drogi.
Wskutek niemieckiego bombardowania, całkowitemu zniszczeniu uległy miejsca kwaterunku batalionu „Chrobry I”: Pasaż Simonsa oraz położony obok przy ul. Barokowej budynek szkoły powszechnej. Zgrupowanie zostało zdziesiątkowane – zginęło ponad trzysta osób, w tym 120 żołnierzy. Mimo to, pięćdziesięciu ocalałych żołnierzy batalionu zorganizowało dalszą obronę ruin pasażu.
Wydarzenie to opisał Miron Białoszewski w swoim „Pamiętniku z powstania warszawskiego”:
Właśnie 31 sierpnia, jak się zaraz dowiedzieliśmy, Batalion „Chrobry”, ponad 200 ludzi, wrócił z akcji. Do siebie. Do piwnicy w Pasażu Simonsa (Nalewki przy Ogrodzie Krasińskich, dziś Bohaterów Getta). Wszyscy szybko się walnęli na swoje łóżka polowe i prycze. To znaczy nie tyle walnęli, ile zrobili ruch odchylania koca, żeby się położyć, i wtedy klops. Ocalało tylko czworo czy pięcioro. Ci też nie wiedzieli, chociaż przeżyli, kiedy – co – jak. Tyle że nagle bomby i się wali.

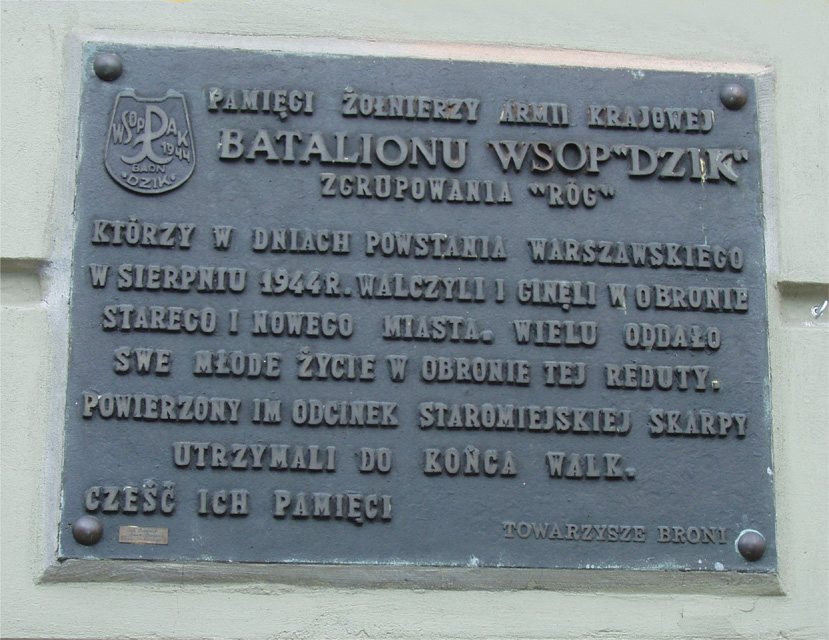
Przy ul. Mostowej na Starym Mieście

Podczas bombardowania w kościele Sakramentek zginął ksiądz Józef Archutowski. Tego dnia polegli także: Jan Kajus Andrzejewski, Czesław Nantel, Maria Dziak, Stefan Kowalewski, Ewaryst Jakubowski, Józef Hłasko, Włodzimierz Słubicki. W klasztorze przy Rynku Nowego Miasta poległa sakramentka Zofia Zuska (siostra Inocenta, ur. 7 lipca 1882) sanitariuszka działająca na Starym Mieście w szpitalu powstańczym. Tego dnia, lub w dniach następnych, zmarła Irena Kołodziejska z 2. kompanii „Rudy”.
Z meldunku gen. Bora Komorowskiego do Londynu:
Stare Miasto. Położenie krytyczne; dalsze trzymanie się wobec braku zaopatrzenia i olbrzymich strat – niemożliwe. Próba przebicia się naszych oddziałów do Śródmieścia przez plac Bankowy nie powiodła się.